# Minerva (Joseph-Marie Vien)

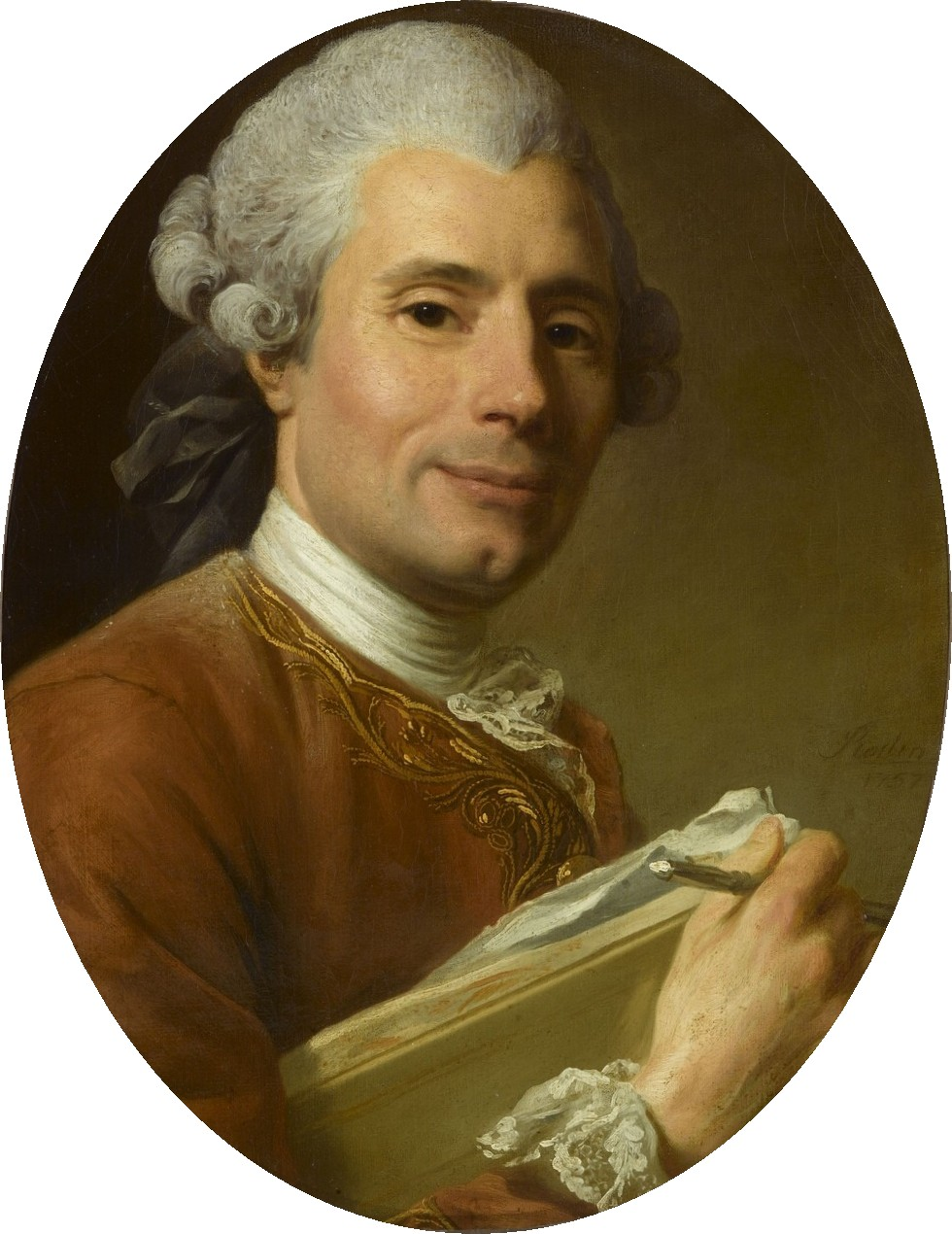
Joseph-Marie Vien (1757)

Minerva ist ein Gemälde des französischen Malers Joseph-Marie Vien. Es zählt zu den frühesten Bildnissen der Neuzeit, die in einem Verfahren angefertigt wurden, das die antike Wachsmalerei zum Vorbild hatte.

## Vorgeschichte
Im Laufe des 18. Jahrhunderts entstand aufgrund der Ausgrabungen antiker Städte wie Pompeji, Herculaneum und Stabiae ein reges Interesse für antike Malformen, insbesondere der Wachsmalerei. Zu dieser Zeit entwickelte sich auch die naturwissenschaftliche Vorgehensweise, theoretische Überlegungen in der praktischen Anwendung auf ihre Brauchbarkeit hin zu erproben und zu überprüfen. Man erhoffte sich nämlich Verfahren zu finden, die neben raffinierten Lichteffekten und neuen Techniken des Farbauftrags auch eine dauerhafte Farbechtheit und Haltbarkeit ermöglichen sollten, da sich die Ölmalerei als wenig dauerhaft erwiesen hatte.

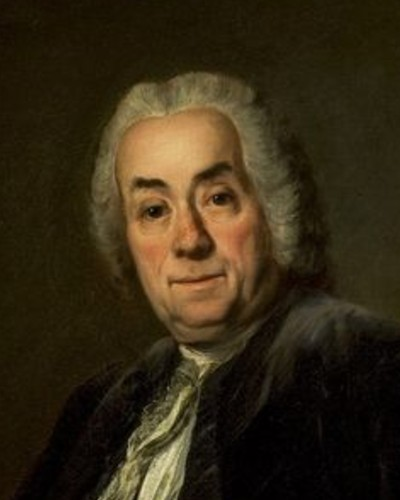
Comte de Caylus (1752/1753)

In Frankreich befassten sich mit der Wiederbelebung der Wachsmalerei etwa gleichzeitig der Archäologe und Literat Anne-Claude-Philippe, Comte de Caylus und der Maler Jean-Jacques Bachelier. Ab 1753 versuchte Caylus zusammen mit Joseph-Marie Vien, die von Plinius beschriebene antike Technik der Wachsmalerei zu rekonstruieren. Dahinter stand neben dem archäologischen Interesse die feste Überzeugung, dass diese von den antiken Schriftstellern gepriesene Arbeitsweise der modernen Ölmalerei überlegen sein müsse. Bald unternahmen sie eigene praktische Versuche, um die Anwendbarkeit der Theorien zu erproben. Abschließend sollte Vien ein Bildnis in antikisierender Technik anfertigen.

## Anfertigung
Caylus erwog aufgrund der Experimente vier mögliche Vorgehensweisen, die antike Maltechnik nachzuahmen. Bei zwei seiner Methoden werden Wachsfarben verwendet, bei den beiden anderen Wasserfarben, entweder auf Wachsgrundierung oder mit einem Wachsüberzug. Durch Zuführung von Wärme wie etwa im Wasserbad sollten das Wachs und die Wachsfarben weich gemacht werden. Um eine vollständige Durchdringung der Farben mit dem Wachs und dem Untergrund zu erreichen, war in allen Fällen erforderlich, dass man eine Wärmequelle in die Nähe des Gemäldes brachte. Caylus zog daneben noch eine fünfte Technik in Betracht, bei der Terpentinöl als Lösungsmittel verwendet wird, wies aber darauf hin, dass dies nicht den Angaben bei Plinius entspräche.

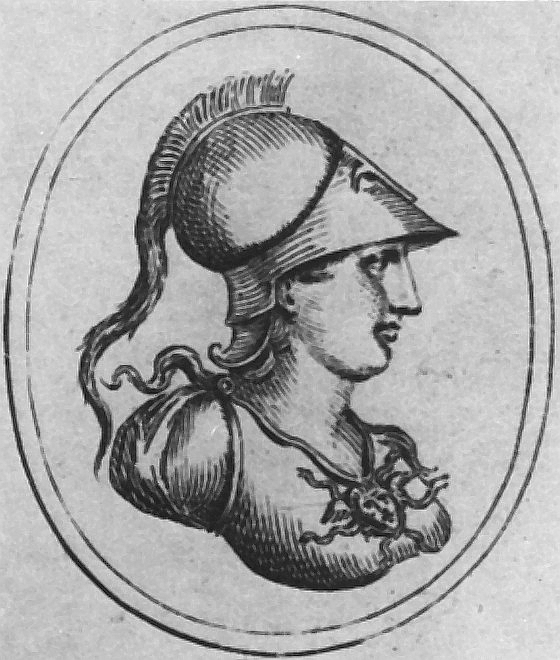
Comte de Caylus: Minerva. Nach einer antiken Gemme.

Für die Anfertigung seines Gemäldes wendete Vien 1754 allem Anschein nach die letzte und nicht ganz authentische Methode an, da sich im Farbauftrag neben Wachs auch Ölanteile nachweisen lassen. Mit der Göttin Minerva behandelte Vien in seinem Gemälde mit der Göttin der Weisheit und Wissenschaft ein bekanntes antikes Thema. Der Bildtypus, die Büste, wie auch Details der Rüstung und des Helms, entsprechen einem von Caylus angefertigten Kupferstich der Göttin nach einer antiken Gemme. Minerva wird dargestellt mit einem korinthischen Helm, Umhang und Brustpanzer, auf dem man das Gorgonenhaupt der Medusa (Gorgoneion) erkennen kann. Dem Helm aufgesetzt ist eine Sphinx. Die Farbpalette beschränkt sich auf gedeckte Töne in blau, grau und gold mit Spuren von rot. Das Bildnis orientiert sich abgesehen von der Technik auch formal unmittelbar an einem antiken Vorbild und zählt damit zu den frühesten Gemälden dieser Art in der Neuzeit.

## Rezeption
1754 trug Caylus der Pariser Académie des inscriptions et belles-lettres seine Ergebnisse vor und präsentierte Viens Gemälde mit der Darstellung der Minerva. Er prägte auch den Begriff der Enkaustik. Vor allem das Gemälde sorgte für großes Aufsehen. Hervorgehoben wurden neben dem klassischen Sujet die Vorzüge der Technik aufgrund der Weichheit und Brillanz der Farben. Der größte Vorteil sei jedoch, dass die auf diese Weise entstandenen Bilder praktisch unempfindlich gegen Verfall seien. Die Weigerung von Caylus, das angewendete Verfahren preiszugeben, stieß auf heftige Kritik. Der Literatur- und Kunsttheoretiker Denis Diderot verurteilte die Geheimhaltung in scharfen Tönen und schrieb Jean-Jacques Bachelier das erste Gemälde im enkaustischen Stil zu. Daraufhin veröffentlichte Caylus eine Denkschrift, die eine detaillierte Beschreibung der Verfahren mit Bildtafeln der benötigten Materialien und Werkzeuge enthielt.
Aufgrund des großen Interesses stellte die Autorin Marie Thérèse Rodet Geoffrin, eine der einflussreichsten Frauen des 18. Jahrhunderts, das Gemälde in ihrem literarischen Salon aus. Auch die königliche Familie wurde auf das Bild aufmerksam und ließ es sich am Königshof vorführen. Vien wurde dadurch sehr populär und fertigte noch weitere Gemälde im enkaustischen Stil an. Schließlich wurden einige seiner Gemälde 1755 auf dem Pariser Salon, der offiziellen Kunstausstellung der Königlichen Akademie für Malerei und Bildhauerei, präsentiert und einer breiten Öffentlichkeit zugänglich gemacht. Seine vornehmlich kleinformatigen Gemälde 
wurden vom kunstinteressierten Publikum sehr geschätzt und galten aufgrund der enkaustischen Technik als Kuriosum. Nach einiger Zeit gab Vien die Wachsmalerei auf, beschäftigte sich aber weiterhin mit der Antike, die in den nächsten Jahren zur Grundlage seiner Kunst wurde und ihn zum Wegbereiter des Klassizismus machte.
Das Gemälde gelangte später in den Besitz des namhaften Kunstsammlers Ange Laurent Lalive de Jully. 1768 erwarb die russische Kaiserin Katharina II. offenbar auf Anraten von Diderot einige Werke von Vien, darunter das Bildnis der Minerva, die sie nach der Ankunft in St. Petersburg in die Kaiserliche Kunstakademie bringen ließ. Die Werke von Vien erfuhren allerdings zu dieser Zeit in Russland keine besondere Wertschätzung und dienten bestenfalls als Anschauungsobjekt für Kunststudenten. Heute befindet sich das Werk in der Eremitage von St. Petersburg.